# Barcaza de Calígula
La barcaza de Calígula es un barco de transporte que se encontró durante el desarrollo del Aeropuerto Internacional Leonardo da Vinci i Fiumicino en Roma, Italia en la década de 1950. Fiumicino era un puerto al norte del importante puerto marítimo de la antigua Roma Ostia en la desembocadura del río Tíber. El barco fue fechado en ca. año 37 d. C. mediante análisis dendrocronológico.
Se trata de los restos de una gran barcaza romana de 95 metros de largo y 21 metros de ancho. Esto es mucho más grande que cualquiera de los barcos mercantes que comerciaban trayendo trigo de Egipto, que cargaban en promedio 1000 toneladas. Los tablones del casco tenían 10 cm de espesor y el barco pudo haber sido capaz de cargar 1300 toneladas. Es probable que sirviera para el transporte de un obelisco antiguo desde Egipto a Roma en el año 37 d. C. por orden del emperador Calígula y que todavía se encuentra en la plaza de San Pedro en Roma. Se cree que los romanos copiaron las barcazas egipcias que navegaban por el Nilo a un barco marítimo especial para el transporte de Egipto a Roma.
Plinio el Viejo se refirió al transporte del obelisco de Egipto a Roma como un acontecimiento destacado en su trabajo Historia Natural y donde el barco es descrito como "la construcción más maravillosa jamás vista en el mar" y en el que el obelisco "fue llevado a Ostia". Después de hacer su servicio, la barcaza gigante ya no era necesaria y el barco fue "hundido para la construcción del puerto que él [el emperador] construyó allí. Y luego, además, fue necesario construir otras embarcaciones para transportar estos obeliscos por el Tíber.»
Durante la construcción del aeropuerto se encontraron cinco barcos más de la época imperial. Los barcos eran de tres tipos diferentes y proporcionaron importante información sobre la tecnología marítima y marinera romana. Los barcos Fiumicino 1-3 son caudicarios las barcazas de fondo plano que se usaban para transportar objetos grandes, vehículos y mercancías en canales y ríos, aquí especialmente desde el puerto hasta Roma. El cuarto era un buque mercante marítimo con una capacidad de carga de 4 a 5 toneladas. El quinto era un modesto barco de pesca, navis vivara, a remos y con un compartimento central que se llenaba de agua de mar permitiendo llevar las capturas vivas hasta el puerto. Los cinco naufragios se guardan o exhiben en un museo al sur de Fiumicino, el Museo delle Navi di Fiumicino.